# Satarupa Pyne
Satarupa Pyne (Hindi सतरूपा पायने; * 1995 in Kalkutta) ist eine indische Schauspielerin und Model.

## Leben und Karriere
Satarupa Pyne wuchs in Kalkutta auf. Zunächst arbeitete sie als Laufstegmodel und lief für die Lakme Fashion Week. Ihr Debüt gab sie 2015 in dem Film Calendar Girls. Anschließend war sie 2017 in Meher Aali zu sehen. 
2018 wurde sie für die Serie Bouma Detective gecastet. 2019 trat sie in Body Massage auf. In der Serie BhootMate bekam Pyne 2023 eine Hauptrolle.

## Filmografie
- 2015: Calendar Girls (Film)
- 2017: Meher Aali (Film)
- 2018: Bouma Detective (Fernsehserie)
- 2019: Body Massage (Film)
- 2023: BhootMate (Fernsehserie)